# Martin Boszorád
Martin Boszorád (* 13. listopadu 1989, Nitra) je slovenský fotbalový obránce, od léta působí v FC ViOn Zlaté Moravce – Vráble.

## Fotbalová kariéra
Svou fotbalovou kariéru začal v FC Nitra, kde se přes mládežnické kategorie dostal v roce 2008 do A-týmu.
V lednu 2015 byl na testech v MFK Ružomberok, kam nakonec přestoupil. Podepsal smlouvu na 1½ roku. V létě 2016 zamířil do FC ViOn Zlaté Moravce – Vráble.